# Low Tuck Kwong
Low Tuck Kwong (* 17. April 1948 in Singapur) ist ein indonesischer Unternehmer.

## Leben
Kwong leitet das Bergbauunternehmen Bayan Resources. Nach Angaben der US-amerikanischen Zeitschrift Forbes gehört Kwong zu den reichsten Indonesiern. Kwong ist verheiratet und hat zwei Kinder.